# 32

## Nașteri
- 25 aprilie: Otho (Marcus Salvius Otho), împărat roman (d. 69)

## Decese
- dată necunoscută: Ioan Botezătorul figură religioasă în creștinism (n. 4 î.Hr.)